# تنها در خانه ۲: گمشده در نیویورک
تنها در خانه ۲: گمشده در نیویورک (به انگلیسی: Home Alone 2: Lost in New York) فیلمی کمدی کریسمس محصول سال ۱۹۹۲ در آمریکا به کارگردانی کریس کلمبوس و نویسندگی جان هیوز می‌باشد. این فیلم، دومین قسمت از مجموعه فیلم‌های تنها در خانه می‌باشد. مکالی کالکین، جو پشی، دنیل استرن، جان هرد، تیم کوری، برندا فریکر و کاترین اوهارا بازیگران این فیلم هستند. در این فیلم کوین مک‌کالیستر از خانواده‌اش در سفر تعطیلاتی به فلوریدا جدا شده است، در همان زمان در نیویورک او با راهزنان مرطوب که از زندان فرار کرده‌اند روبرو می‌شود.
هیوز نوشتن این فیلم را در فوریه ۱۹۹۱ تکمیل کرد. بعد از امضای قرارداد شش تصویری با فاکس قرن بیستم. بازگشت کالکین در ماه مه تایید شد و بقیه بازیگران نیز به‌زودی حضور یافتند. تصویربرداری اصلی از دسامبر ۱۹۹۱ تا مه ۱۹۹۲ در ایلینوی و نیویورک انجام گرفت، از جمله در راکفلر سنتر و مرکز اصلی تجارت جهانی.
تنها در خانه ۲: گمشده در نیویورک در ۲۰ نوامبر ۱۹۹۲ توسط فاکس قرن بیستم در آمریکا اکران شد. این فیلم نقدهای متفاوت تا منفی را از سوی منتقدان دریافت کرد. آنها ضمن انتقاد از لحن تیره‌تر و خشونت آن، اجراها را تحسین کردند. به عنوان شباهت‌های آن به فیلم اول. این فیلم بیش از ۳۵۹ میلیون در سراسر جهان فروخته شد و سومین فیلم پرفروش سال ۱۹۹۲ شد. دنباله مستقل این فیلم با بازیگران جدید، تنها در خانه ۳ در سال ۱۹۹۷ اکران شد.
تنها در خانه ۲: گمشده در نیویورک آخرین فیلمی است که بازیگران فیلم اول را در خود جای داده است. دیوین راتری نقش باز مک‌کالیستر را در ششمین فیلم در فرنچایز تنها در خانه (۲۰۲۱) بازی کرد.

## داستان
خانواده مک‌کالیستر در حال آماده شدن برای گذراندن کریسمس در میامی هستند و در خانه کیت و پیتر در شیکاگو جمع می‌شوند. کوچکترین پسرشان، کوین، فلوریدا را به دلیل آب و هوای گرمسیری و نداشتن درختان کریسمس، متناقض با کریسمس می‌بیند.
در یک نمایش کریسمس مدرسه‌ای، در حین سولوی کوین، برادر بزرگترش باز او را شرمنده می‌کند؛ کوین با هل دادن او تلافی می‌کند که باعث می‌شود کل گروه کر بیفتد و نمایش را خراب کند. در خانه، باز عذرخواهی دروغینی از کوین می‌کند که خانواده آن را قبول می‌کنند. با این حال، کوین از عذرخواهی برای اعمال خود خودداری می‌کند و خانواده‌اش را به خاطر باور کردن دروغ‌های باز و خواستن گذراندن کریسمس در فلوریدا سرزنش می‌کند. او با آرزوی داشتن تعطیلات تنهایی خود، به اتاق زیر شیروانی می‌رود.
صبح روز بعد، خانواده خواب می‌مانند و به سرعت به فرودگاه می‌روند. کوین با آنها می‌رود، اما در حین حمل کیف پیتر جدا می‌شود و به طور تصادفی سوار پروازی به نیویورک می‌شود. پس از ورود، او تصمیم می‌گیرد از شهر دیدن کند و با یک زن بی‌خانمان که از کبوترها در پارک مرکزی مراقبت می‌کند، روبرو می‌شود که او را می‌ترساند. او از کارت اعتباری پیتر برای ورود به هتل پلازا استفاده می‌کند، بدون اینکه بداند رقبای قدیمی‌اش، دزدان مرطوب (هری و مارو)، که اکنون به دلیل دستکش چسبنده مارو به «دزدان چسبنده» تغییر نام داده‌اند، پس از فرار از زندان به این شهر رسیده‌اند.
در شب کریسمس، کوین از یک فروشگاه اسباب‌بازی دیدن می‌کند که صاحب مهربان آن، آقای دانکن، قصد دارد عواید فروش روز را به بیمارستان کودکان اهدا کند. پس از اینکه کوین اهدایی می‌کند، آقای دانکن به عنوان تشکر به او یک جفت کبوتر سرامیکی می‌دهد و به او می‌گوید که یکی از آنها را به شخص دیگری به عنوان نشانه دوستی ابدی بدهد. کوین پس از ترک فروشگاه با هری و مارو روبرو می‌شود و به پلازا فرار می‌کند. پیشخدمت هتل با کوین در مورد استفاده او از کارت اعتباری پیتر، که اکنون به عنوان دزدیده شده گزارش شده است، مواجه می‌شود؛ کوین از هتل فرار می‌کند اما توسط هری و مارو دستگیر می‌شود. مارو از برنامه او و هری برای سرقت فروشگاه اسباب‌بازی قبل از فرار کوین در یک برخورد با یک زن رهگذر که به هری و مارو مشت می‌زند، یاد می‌کند.
پیش‌تر، پس از فرود در میامی، خانواده مک‌کالیستر متوجه می‌شوند که کوین ناپدید شده است و گزارش پلیس می‌دهند. پس از اینکه پلیس کارت اعتباری پیتر را ردیابی کرد، خانواده بلافاصله به نیویورک پرواز می‌کنند. در همین حال، کوین به خانه شهری عمویش راب می‌رود، اما می‌بیند که خالی است و در حال بازسازی است. در پارک مرکزی، کوین با زن کبوترباز روبرو می‌شود و در نهایت با او دوست می‌شود، که او را به تالار کارنگی می‌برد. او توضیح می‌دهد که چگونه زندگی او زمانی که معشوقش او را ترک کرد، فرو ریخت و کوین او را تشویق می‌کند که دوباره به مردم اعتماد کند. پس از بررسی توصیه او مبنی بر انجام یک کار خوب برای جبران اشتباهات خود و یادآوری قصد آقای دانکن برای اهدا به بیمارستان، او تصمیم می‌گیرد از سرقت از فروشگاه اسباب‌بازی جلوگیری کند.
کوین خانه شهری را با تله‌های انفجاری مجهز می‌کند، هری و مارو را در حین سرقت فروشگاه می‌گیرد و شیشه جلوی آن را می‌شکند تا آلارم را به صدا درآورد. پس از گرفتن عکس آنها، او آنها را به خانه شهری می‌کشد، جایی که آنها بارها در تله‌ها خود را مجروح می‌کنند. کوین از آنها فرار می‌کند، با تلفن عمومی با پلیس تماس می‌گیرد و به سمت پارک مرکزی می‌گریزد. هری و مارو او را پس از اینکه روی یخ لیز می‌خورد، می‌گیرند و آماده می‌شوند تا به او شلیک کنند، اما زن کبوترباز یک سطل بذر پرنده را روی آنها پرتاب می‌کند و باعث جذب یک گله عظیم کبوتر می‌شود و این زوج را تا رسیدن پلیس برای دستگیری آنها ناتوان می‌کند. کوین فرار می‌کند و شواهد عکاسی و ضبط شده علیه هری و مارو را ترک می‌کند و آقای دانکن پول اهدایی را بازیابی می‌کند و یادداشتی از کوین پیدا می‌کند که پنجره شکسته را توضیح می‌دهد. مک‌کالیسترها به نیویورک می‌رسند و کیت، با یادآوری علاقه کوین به درختان کریسمس، او را در حال آرزو کردن در درخت کریسمس راکفلر سنتر پیدا می‌کند.
در صبح کریسمس، یک کامیون پر از هدایای رایگان به اتاق هتل مک‌کالیستر می‌رسد، که توسط آقای دانکن سپاسگزار برای خنثی کردن سرقت ارسال شده است. کوین با خانواده‌اش آشتی می‌کند و یکی از کبوترهای خود را به زن کبوترباز می‌دهد و دوستی آنها را تثبیت می‌کند.

## بازیگران
- مکالی کالکین در نقش کوین، یک پسر ۱۰ ساله با علاقه به خلق اختراعات مضر
- جو پشی در نقش هری، یک دزد و یکی از دو اعضای دزدان چسبنده
- دنیل استرن در نقش مارو، یک دزد و یکی دیگر از اعضای دو نفره دزدان چسبنده که به عنوان شریک هری خدمت می‌کند
- تیم کوری در نقش آقای هکتور[۵][۶] (معتبر به عنوان «دربان»)، دربان هتل پلازا که به کوین مشکوک است
- کاترین اوهارا در نقش کیت، مادر کوین
- جان هرد در نقش پیتر، پدر کوین
- دوین راتری در نقش باز، بزرگترین برادر کوین
- هیلاری وولف در نقش مگان، بزرگترین خواهر کوین
- مورین الیزابت شی در نقش لینی، خواهر بزرگتر کوین؛ او قبلا توسط آنجلا گوتالس در اولین فیلم به تصویر کشیده شده بود
- مایکل سی. مارونا در نقش جف، برادر بزرگتر کوین
- تری اسنل در نقش زن‌عمو لزلی، زن‌عموی کوین
- جدیدیه کوهن در نقش راد، پسرعموی بزرگتر کوین و پسر بزرگتر راد و جورجت، که با عمو فرانک و زن‌عمو لزلی برای تحصیل در دبیرستان زندگی می‌کند
- کیرن کالکین در نقش فولر، جوان‌ترین پسرعموی کوین و جوان‌ترین پسر فرانک و لزلی
- آنا اسلوتکی در نقش بروک، جوان‌ترین دخترعموی کوین و جوان‌ترین دختر فرانک و لزلی
- برندا فریکر در نقش زن کبوترباز، یک زن بی‌نام که در پارک مرکزی زندگی می‌کند و زندگی خود را صرف غذا دادن به کبوترها می‌کند، زمانی که کوین در نیویورک گمشده است با او دوست می‌شود
- ادی براکن در نقش آقای دانکن، مالک صندوقچه اسباب‌بازی فروشی دانکن
- دینا آیوی در نقش هستر استون، (معتبر به عنوان «کارمند میز») کارمند میز در هتل پلازا
- راب اشنایدر در نقش کدریک،[۵][۷] (معتبر به عنوان «بلمن»)، ناقوس در هتل پلازا
- لی زیمرمن به عنوان مدل مد
- رالف فودی در نقش جانی (معتبر به عنوان گانگستر)، گانگستری از فیلم تخیلی فرشتگانی با روح‌های کثیف، دنباله‌ای بر فرشتگانی با روح‌های کثیف از فیلم قبلی
- کلر هوک در نقش گانگستر - «دیم»، دوست‌دختر جانی از فیلم تخیلی فرشتگانی با روح‌های کثیف
- مونیکا دورو در نقش اپراتور هتل
- باب ایوبانکس در نقش میزبان دینگ-دانگ-دونگ
- ریپ تیلور در نقش سلب شماره یک
- جی پی مورگان در نقش سلب شماره دو
- جیمی واکر در نقش سلب شماره سه
- الی شیدی در نقش نماینده بلیط نیویورک
- راد سل در نقش افسر بنت
- ران کانادا در نقش پلیس در میدان تایمز
- دونالد ترامپ در نقش خودش، مالک هتل پلازا

## تولید
در فوریه ۱۹۹۱، لس آنجلس تایمز گزارش داد که جان هیوز قرار است یک قرارداد شش تصویری با فاکس قرن بیستم امضا کند؛ از جمله این پروژه‌ها دنباله‌ای برای تنها در خانه بود. در مه ۱۹۹۱، کالکین برای حضور در دنباله، ۴٫۵ میلیون دلار به علاوه ۵ درصد از فروش ناخالص فیلم دریافت کرد، در مقایسه با ۱۱۰ هزار دلار برای فیلم اصلی. بودجه تولید ۲۸ میلیون دلار بود.
تصویربرداری اصلی از ۹ دسامبر ۱۹۹۱ تا ۱ مه ۱۹۹۲، در مدت ۱۴۴ روز انجام شد؛ فیلم در وینتکا، ایلینوی؛ فرودگاه بین‌المللی اوهر در شیکاگو؛ اوانستون، ایلینوی؛ و نیویورک فیلم‌برداری شد. طبق گفته کریس کلمبوس، کارگردان، دونالد ترامپ، مالک هتل پلازا در آن زمان، به خدمه اجازه داد تا در ازای یک کامئو در فیلم علاوه بر هزینه استاندارد برای تولیدات فیلم، صحنه‌هایی را در لابی هتل و یکی از سوئیت‌های آن فیلم‌برداری کنند. پشی در حین فیلم‌برداری صحنه‌ای که کلاه هری آتش می‌گیرد، دچار سوختگی در سر شد.

## موسیقی
جان ویلیامز برای ساخت موسیقی متن تنها در خانه ۲ و همچنین آهنگ‌های جشن دیگر بازگشت. در حالی که فیلم شامل آهنگ تم فیلم اول «جایی در خاطراتم» (با متن توسط بت میدلر) بود، همچنین دارای تم خود با عنوان «ستاره کریسمس» (با متن توسط لسلی بریکوس) بود. دو آلبوم موسیقی متن فیلم در ۲۰ نوامبر ۱۹۹۲ منتشر شد، که یکی شامل موسیقی ویلیامز و دیگری شامل آهنگ‌های کریسمس موجود در فیلم بود. ده سال بعد، یک نسخه دیلاکس ۲ دیسک از موسیقی متن فیلم توسط وارز ساراباند منتشر شد.

## انتشار

### بازاریابی

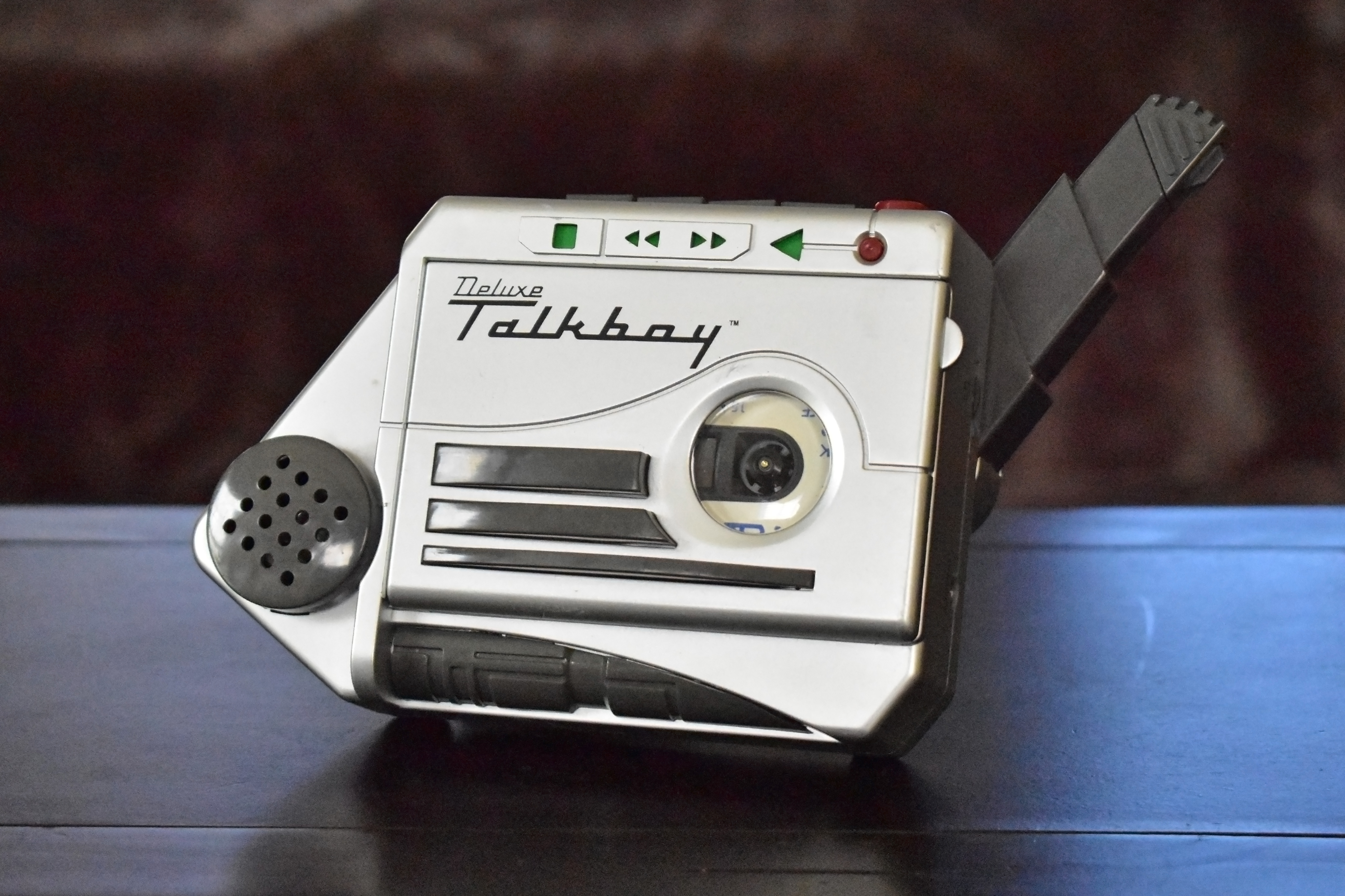
تاک‌بوی، که در ابتدا به عنوان یک وسیله برای فیلم توسط تایگر الکترونیک طراحی شده بود، یک اسباب‌بازی پرفروش پس از عرضه به بازار بود.

بازی‌های ویدیویی متعددی بر اساس تنها در خانه ۲ توسط تی‌اچ‌کیو برای سیستم‌هایی مانند سگا جنسيس، سیستم سرگرمی نینتندو، سیستم سرگرمی سوپر نینتندو، گیم بوی و رایانه‌های شخصی، عمدتاً در اواخر ۱۹۹۲ منتشر شد. یک بازی جداگانه دستی توسط تایگر الکترونیک منتشر شد. بازی‌های تخته‌ای متعددی نیز منتشر شد، برخی بر اساس کارت‌های بازی و دیگری شبیه‌سازی دقیق از بازی تله موش کلاسیک بود.
ضبط‌کننده کاست تاک‌بوی توسط تایگر الکترونیک بر اساس مشخصات ارائه شده توسط جان هیوز و استودیوی فیلم تولید شد و پس از انتشار فیلم در ویدئوی خانگی، به ویژه فروش خوبی داشت. شرکای تبلیغاتی اضافی شامل امریکن ایرلاینز که مک‌کالیسترها سفر خود را از طریق دو بوئینگ ۷۶۷ این شرکت هواپیمایی انجام می‌دهند، شرکت کوکاکولا، جک این د باکس، هاردیز و رستوران روی راجرز بودند.

### رسانه خانگی
فیلم برای اولین بار توسط فاکس ویدئو در وی‌اچ‌اس و لیزردیسک در ۲۷ ژوئیه ۱۹۹۳ منتشر شد. بعداً در ۵ اکتبر ۱۹۹۹ به عنوان یک بسته پایه روی دی‌وی‌دی منتشر شد. فیلم در ۶ اکتبر ۲۰۰۹ بدون ویژگی‌های خاص روی بلوری منتشر شد و در ۵ اکتبر ۲۰۱۰ به همراه تنها در خانه در یک بسته مجموعه منتشر شد. این فیلم در ۶ اکتبر ۲۰۱۵، همراه با پنج فیلم از مجموعه تنها در خانه، با عنوان تنها در خانه: نسخه کریسمس نهایی کلکسیونر ۲۵ سالگی مجدداً روی دی‌وی‌دی و بلوری منتشر شد.

## رسانه‌های دیگر

### دنباله
فیلم سوم با بازیگران جدید، تنها در خانه ۳، در سال ۱۹۹۷ دنبال شد. دو فیلم تلویزیونی، تنها در خانه ۴: پس گرفتن خانه، که شخصیت‌های بازگشتی اما با بازیگران متفاوت را به نمایش می‌گذارد، و تنها در خانه: سرقت در تعطیلات، به ترتیب در سال‌های ۲۰۰۲ و ۲۰۱۲ پخش شد. خانه شیرین تنها در خانه، ششمین فیلم از این مجموعه که در آن دوین راتری نقش باز خود را مجدد به عنوان باز بازی می‌کند، در سال ۲۰۲۱ در سرویس استریم دیزنی پلاس منتشر شد.

### رمان‌نویسی
تنها در خانه ۲ توسط تاد استراسر رمان‌سازی شد و در سال ۱۹۹۲ توسط اسکلاستیک برای همزمان شدن با فیلم منتشر شد. نسخه «نقطه»، که همان داستان را دارد، نیز توسط ای. ال. سینگر رمان‌سازی شد. این کتاب دارای شابک 0-590-45717-9 است. نسخه کتاب صوتی نیز با خوانندگی تیم کوری (که نقش پیشخدمت را در فیلم بازی می‌کرد) منتشر شد.
همانطور که در رمان‌سازی فیلم اول آمده است، مک‌کالیسترها در اوک پارک، ایلینوی زندگی می‌کنند و کلاهبرداران به نام‌های هری لیم و مارو مرچینز هستند. رمان همچنین یک سال پس از وقایع فیلم اول اتفاق می‌افتد، اما سن کوین و خواهر و برادرهایش دو سال بزرگتر از فیلم اول داده شده است.
در ابتدای رمان‌سازی، یک مقدمه، که در نهایت کابوس مارو در زندان می‌شود، او و هری از دست پلیس فرار می‌کنند و برای انتقام از کوین به خانه او بازمی‌گردند. کوین با مارو و هری که در تعقیب او هستند، به داخل گاراژ می‌دود. هری و مارو به طور تصادفی تله‌های اضافی را که کوین در گاراژ چیده بود، فعال می‌کنند. کوین تماشای می‌کند که مارو در نهایت یک تله را فعال می‌کند که در آن یک چمن‌زن در حال اجرا روی سر او می‌افتد (این یک تله بود که در تنها در خانه ۳ به نمایش گذاشته شد).